# Ilie-Aurelian Cotinescu
Ilie-Aurelian Cotinescu (n. 21 decembrie 1976) este un deputat român, ales în 2024 din partea PNL. 